# Aleksej Alekseevič Brusilov
Aleksej Alekseevič Brusilov (in russo: Алексе́й Алексе́евич Бруси́лов; Tbilisi, 1º settembre 1853 – Mosca, 17 marzo 1926) è stato un generale russo.
È noto per la vittoriosa offensiva, che prese il suo nome, della sua armata, che nell'estate del 1916, in concomitanza all'offensiva tedesca a Verdun, fece arretrare di molti chilometri le linee austro-ungariche, "alleggerendo" la pressione sull'alleato francese, e disimpegnando con successo l'esercito russo nell'ultima offensiva prima della rivoluzione d'ottobre.

## Biografia
Brusilov nacque a Tbilisi da padre russo e madre polacca. La stirpe dei Brusilov fu da sempre al servizio dello zar. Il nonno difese la Russia durante l'invasione napoleonica del 1812, raggiungendo il grado di tenente generale prima di morire di tubercolosi nel 1856. La madre di Brusilov morì poco dopo quest'ultima data e il giovane orfano crebbe sotto la tutela di parenti a Kutaisi, in Georgia. 
Venne educato a casa fino all'età di 14 anni, quando entrò a far parte dell'esercito zarista nel 1867. Nel 1872 completò il programma di addestramento.

### Guerra russo-turca
Dopo la sua promozione a tenente nel 1874, Brusilov si distinse per il proprio valore nella guerra russo-turca del 1877-78.

### La Scuola Ufficiali di Cavalleria
Nel 1881, Brusilov divenne studente presso l'accademia per ufficiali della Cavalleria a San Pietroburgo e nel 1900 fu promosso generale maggiore.
Nel 1902 come tenente generale, Brusilov prese il comando della scuola ufficiali, che sotto la sua guida divenne un centro di eccellenza. Nel frattempo Brusilov pubblicò una serie di opere sulle modalità d'impiego della cavalleria e visitò la Francia, l'Austria-Ungheria e la Germania e le rispettive scuole.
Brusilov fu insignito del comando della 2ª Divisione di Cavalleria della Guardia nel 1906.
Nel 1908 venne nominato comandante del XIV distretto militare di Varsavia. In quest'epoca si risposò (la sua prima moglie era morta durante la rivoluzione del 1905). Promosso generale di cavalleria nel 1912, divenne vice-comandante delle forze militari nel distretto di Varsavia. Nel 1913 Brusilov è inviato al comando del XII corpo d'armata nel distretto militare di Kiev.

### La prima guerra mondiale

#### 1914-1915
Nel luglio del 1914, durante la mobilitazione dell'esercito russo, Brusilov fu posto al comando dell'8ª Armata, che opera nel fronte sud-occidentale, in Galizia. Contro gli austro-ungarici ottenne schiaccianti vittorie, avanzando per circa 150 chilometri. Agli inizi del 1915, Brusilov compì una nuova avanzata, penetrando nei Carpazi. Durante questa offensiva, Nicola II visitò l'8ª Armata, e Brusilov fu promosso al grado di generale-aiutante.

#### L'Offensiva Brusilov
Il 29 marzo 1916 Brusilov fu nominato comandante generale del fronte sud-occidentale e, perciò fu messo in grado di agire con un maggiore grado di libertà di azione. Brusilov decise di attaccare per una notevole lunghezza del fronte: inoltre, volle puntare l'artiglieria su specifici settori, come le postazioni di comando. Lungo un fronte di 400 chilometri, il generale avanzò per una media di 39 chilometri, prendendo 400.000 austro-ungarici come prigionieri. Ma la Germania trasferì 17 divisioni dal fronte francese per arginare l'attacco, e di nuovo, la guerra divenne un conflitto di posizione. Brusilov venne decorato con la Spada di San Giorgio con Diamanti per la sua vittoria più rilevante, fu il solo comandante russo a ricevere questo premio durante la Prima guerra mondiale.

#### 1917 e Rivoluzione
Con l'inizio della rivoluzione in Russia, Brusilov si dichiarò a favore dell'abdicazione dello zar. Nel maggio 1917, Brusilov fu nominato comandante generale dell'esercito russo. Durante questo periodo, dimostrò una certa simpatia per le aspirazioni rivoluzionarie, ma la sua principale preoccupazione era vincere la guerra.
Ma, con il fallimento dell'offensiva Kerenskij (luglio 1917), fu sostituito nel suo incarico da Kornilov. Brusilov fu trasferito a Mosca e rimase a disposizione del governo russo provvisorio. Durante la Rivoluzione d'ottobre, fu gravemente ferito da una scheggia di una granata.

### Brusilov e la Rivoluzione sovietica
Brusilov dopo la rivoluzione, appoggiò la causa dei “bianchi”, ma nel 1920 entrò a far parte nell'Armata Rossa come generale. È probabile che questa scelta sia stata influenzata dalla morte del suo unico figlio, un capitano di cavalleria dell'Armata Rossa, catturato dai Bianchi nel 1919. Secondo lo storico Domenico Losurdo, invece, la sua decisione fu dovuta al fatto che proprio i bolscevichi, sostenitori dell'estinzione dello Stato, avevano salvato lo Stato e ravvivato il nazionalismo russo. Brusilov, infatti, dichiarò: "Il mio senso del dovere verso la nazione mi ha spesso costretto a disobbedire alle mie naturali inclinazioni sociali".
Inizialmente, Brusilov fu al servizio di una speciale commissione per determinare la dimensione e la struttura della Armata Rossa. Successivamente, divenne un ispettore di Cavalleria. Si ritirò dal servizio militare nel 1924, ma continuò a collaborare come consulente dell'esercito sovietico. Dopo che gli fu finalmente consentito di andare in pensione all'età di settant'anni, continuò a vivere nel suo appartamento di Mosca con la moglie malata; morì nella stessa città per insufficienza cardiaca.